# Léon Choirosphaktès
Léon Choirosphaktès (Λέων Χοιροσφάκτης), appelé en latin Leo Chœrosphactes ou Leo Magister (Λέων ό Μάγιστρος), est un homme d'État et écrivain byzantin dont la carrière publique se déroula essentiellement sous les règnes des empereurs Basile Ier le Macédonien (867-886) et Léon VI le Sage (886-912).

## Biographie
Ses années de naissance et de mort ne sont pas connues : un manuscrit de sa Théologie en mille vers, dédiée à un prince non identifié (« la gloire du palais »), indique qu'elle fut composée sous l'empereur Michel III et le césar Bardas (donc entre 856 et 866) ; mais le poème porte en acrostiche les titres de magistros, anthypatos et patrikios accumulés par Léon au cours de sa carrière ; comme d'autre part il était encore politiquement actif en 913, et qu'un poème célébrant le mariage de Constantin VII Porphyrogénète et d'Hélène Lécapène en 919 lui est par ailleurs attribué, il est impossible qu'il soit déjà parvenu aux plus hautes responsabilités avant 866. En fait, le prince dédicataire de la Χιλιόστιχος θεολογία, qui paraît jeune vu le ton adopté, serait soit Léon VI au début de son règne, soit, plutôt, Constantin VII, né en 905. Mais Léon se dit quand même « vieillard » (γέρων) dans ses lettres d'exil (à partir de 907), et il exerçait déjà de très importantes responsabilités sous Basile Ier, donc avant 886. Il est donc très probable qu'il est né avant 850, mais peut-être pas beaucoup avant.
Il était issu d'une famille liée depuis plusieurs générations au palais impérial : dès le VIIIe siècle, un Choirosphaktès est signalé comme « garde du corps » d'un des empereurs isauriens (Léon III ou plutôt Constantin V). Sous Basile Ier, il fut le premier à porter le titre de mystikos (μυστικός), c'est-à-dire, semble-t-il, secrétaire privé de l'empereur ; il était aussi déjà kanikleios (κανίκλειος), c'est-à-dire gardien de l'encrier impérial contenant l'encre rouge avec laquelle le souverain signait les documents officiels ; il avait alors rang de spatharocandidat. Sous Léon VI, il fut promu successivement proconsul (άνθύπατος), patrice (πατρίκιος), puis magistros (μάγιστρος), le rang le plus élevé de la hiérarchie aulique, en dehors des membres de la famille impériale, un rang qu'il occupait en 896. Choirosphaktès était semble-t-il apparenté à Zoé Carbonopsina, mère en 905 du futur Constantin VII et épousée par Léon VI l'année suivante.
En 895-896, il fut envoyé à plusieurs reprises par l'empereur auprès de Syméon Ier, prince de Bulgarie, en guerre contre Byzance, missions mouvementées au cours desquelles il fut retenu deux fois prisonnier, et qui se conclurent par la négociation d'un traité. En 904, Syméon ayant à nouveau mené une attaque dans la région de Thessalonique, ce fut encore Choirosphaktès qui fut chargé des pourparlers. Sa correspondance diplomatique est une source d'information importante sur les événements dans les Balkans pendant cette période. 
En 905-906, Choirosphaktès dirigea une ambassade à Bagdad auprès du calife al-Muktafi. Peu après son retour, en 907, il fut disgracié et exilé dans une localité appelée Pétra, apparemment à cause d'une faute qu'on lui reprochait dans la conduite de sa mission diplomatique, mais on ignore si cette affaire a un rapport quelconque avec la révolte, la même année, du général Andronic Doukas. Il envoya ensuite plusieurs lettres à Léon VI pour plaider sa cause. Pendant la même période, il fit l'objet des attaques du savant évêque Aréthas de Césarée, qui publia contre lui son Μισογόης (l'Ennemi des sorciers), où il l'accuse d'être un païen.
On ne sait s'il obtint le pardon de Léon VI. En tout cas, il était de retour à Constantinople en 913 : à la mort de l'empereur Alexandre, il fut impliqué dans la tentative de coup d'État de Constantin Doukas, fils d'Andronic ; tonsuré, il fut enfermé dans le monastère de Stoudios où il mourut après 919.

## Œuvre
En dehors de sa correspondance, diplomatique ou personnelle (des lettres à Syméon Ier de Bulgarie, à l'empereur Léon VI, à différents dignitaires de la cour byzantine), la tradition attribue à Choirosphaktès un certain nombre d'œuvres littéraires, essentiellement en vers, mais l'attribution est parfois contestée.
La Théologie en mille vers (Χιλιόστιχος θεολογία), déjà mentionnée, est un poème didactique en dodécasyllabes iambiques (vers propre à la poésie byzantine), divisé en quarante chapitres de trente vers chacun, qui se regroupent en quatre sections consacrées aux thèmes suivants : la nature de l'Un ; la critique des opinions païennes et hérétiques sur la cause première de l'univers ; la manifestation de la Providence du Créateur dans l'ordre de sa création ; l'unité de la Trinité divine et la connaissance et l'adoration de l'Intellect suprême. Les arguments théologiques sont empruntés notamment à saint Grégoire de Nazianze et au pseudo-Denys l'Aréopagite ; le style est assez baroque et l'invective abondante contre les partisans non nommés de l'athéisme, du polythéisme, du dualisme et du panthéisme. Selon P. Magdalino, ce poème est l'expression d'« une religion de philosophes ».
Quatre poèmes en vers anacréontiques ont également été conservés, composés à l'occasion d'événements de la vie de la cour impériale : deux sont consacrés à l'un des quatre mariages de Léon VI, probablement le deuxième, célébré en juillet 898 ; un autre à la construction d'un bâtiment de bains (λουτρόν) dans le palais impérial par le même empereur (poème relevant du genre traditionnel de l'έκφρασις, de la description d'un beau bâtiment, avec ses sculptures et ses mosaïques) ; enfin le dernier au mariage de Constantin VII avec Hélène Lécapène en 919.
Il existe d'autre part un poème également anacréontique consacré aux sources thermales de Pythia, près de la mer de Marmara, et à la description de l'opération naturelle qui les produit ; ce poème aurait été composé à l'intention du jeune Constantin VII. Mais il comporte des formules à tonalité iconoclaste (v. 180-182 : « Appelle-le ton Dieu, imagine-le dans ton cœur, ne te figurant aucune forme, si tu ne veux pas pécher ») qui ont pu faire douter qu'il ait été composé après la restauration du culte des images en 843.
On peut enfin mentionner une épigramme funèbre en l'honneur de Léon le Mathématicien, dont Choirosphaktès fut peut-être l'élève, et des éloges funèbres des patriarches Photius et Étienne Ier.
Selon P. Madgalino, Léon Choirosphaktès est un héritier de la pensée naturaliste du premier IXe siècle byzantin (Jean le Grammairien, Léon le Mathématicien), originellement liée à l'iconoclasme, et s'opposant à l'« humanisme » (c'est-à-dire une pensée centrée sur l'éthique) représenté notamment par Photius et Aréthas de Césarée. En liant dans sa poésie le panégyrique impérial et la cosmologie chrétienne, en marginalisant la place de l'Église, il aurait prôné « le monopole du pouvoir et de la culture par l'empereur et une petite élite laïque de philosophes de cour ».

## Éditions des textes
- Léon Choirosphaktès, Chiliostichos Theologia, texte grec, trad. allemande et comm. par I. Vassis, Supplementa Byzantina 6, Berlin-New York (2002)[11].
- Léon Choirosphaktès, « L'anacreontica De thermis di Leone Magistro », éd. C. Gallavotti, Accademia nazionale dei Lincei, Bollettino dei classici, 3e série, 11 (1990), p. 78-103.
- Cinque poeti bizantini: Anacreontee dal Barberiniano greco 310, texte grec, trad. italienne, introd. et comm. par Federica Ciccolella, Amsterdam (2003).
- Léon Choirosphaktès, Lettres, texte grec et trad. française par G. Kolias (avec une biographie du personnage : Léon Choirosphaktès, magistre, proconsul et patrice), Athènes (1939).

## Études
- (en) Paul Magdalino, « The Bath of Leo the Wise and the Macedonian Renaissance revisited: Topography, Iconography, Ceremonial, Ideology », dans DOP 42 (1988), p. 97-118.
- (en) Paul Magdalino, « In Search of the Byzantine Courtier », dans Byzantine Court Culture from 829 to 1204, sous la dir. d'Henry Maguire, Dumbarton Oaks, Washington D. C. (1994).
- Paul Magdalino, L'orthodoxie des astrologues : La science entre le dogme et la divination à Byzance (VIIe – XIVe siècle), Lethielleux, Paris, 2006.
- (en) Cyril Mango, « The Palace of Marina, the Poet Palladas and the Bath of Leo VI », Εύφρόσυνον. Άφιέρωμα στόν Μανώλη Χατζηδάκη I, Athènes (1991), p. 321-330.
- (en) Shaun Tougher, The Reign of Leo VI: Politics and People, BRILL, 1997.